# Вольнянский район
Вольня́нский райо́н (укр. Вільнянський район) — упразднённая административная единица Запорожской области Украины. Административный центр — город Вольнянск.

## География
Вольнянский район расположен в северной части Запорожской области. Район граничит: на севере — с Днепропетровской областью, на востоке — с Новониколаевским районом, на юге — с Ореховским и Запорожским районами, на западе — с городом Запорожье.
По территории района протекают реки
Днепр,
Солёная,
Средняя Терса,
Любашевка,
Мокрая Московка,
Вольнянка,
Плоская Осокоровка,
ручей Осокоровка.

## История
Район образован в 1966 году. 17 июля 2020 года в результате административно-территориальной реформы район вошёл в состав Запорожского района.

## Население
По данным переписи 2001 года, численность населения составляла 50 689 человек, на 1 января 2013 года — 47 996 человек.

## Административное устройство
Район включает в себя:
| - Городских советов: 1 - Поселковых советов: 1 - Сельских советов: 19 | - Городов: 1 - Посёлков городского типа: 1 - Посёлков: 1 - Сёл: 105 |

### Местные советы[7]
| - Вольнянский городской совет - Каменный поселковый совет - Антоновский сельский совет - Гнаровский сельский совет - Днепровский сельский совет - Дружелюбовский сельский совет - Куприяновский сельский совет - Любимовский сельский совет - Люцернянский сельский совет - Максимовский сельский совет - Матвеевский сельский совет | - Михайловский сельский совет - Михайло-Лукашовский сельский совет - Московский сельский совет - Новогупаловский сельский совет - Павловский сельский совет - Петро-Михайловский сельский совет - Привольненский сельский совет - Семененковский сельский совет - Солоненский сельский совет - Терновский сельский совет |

### Населённые пункты[8]
| с. Аграфеновка с. Акимовка с. Акимовское с. Андреевка с. Антоновка с. Бекаровка с. Беляевка с. Берестовое с. Благовещенское с. Богатыревка с. Богдановка с. Василевка с. Василевское с. Васильковское с. Великодубовое с. Вербовое с. Весёловское с. Веселотерноватое с. Вишнёвое с. Вишняки с. Владимировка с. Вольноандреевка с. Вольногрушевское с. Вольнокурьяновское с. Вольноулановское с. Вольнянка г. Вольнянск | с. Гарасовка пос. Гасановка с. Геленджик с. Георгиевское с. Гнаровское с. Грозное с. Грушевка с. Губенское с. Дерезовка с. Днепровка с. Дружелюбовка с. Задорожное с. Запорожское с. Зелёное с. Зелёный Гай с. Значково с. Казаковское с. Казачье пгт Каменное с. Колос с. Криничное с. Круглик с. Крутой Яр с. Куприяновка с. Любимовка с. Любомировка с. Люцерна | с. Максимовка с. Малая Куприяновка с. Матвеевка с. Миролюбовка с. Михайловка с. Михайло-Лукашово с. Московка с. Нагорное с. Никольское с. Нововасилевка с. Нововасилевское с. Новогупаловка с. Новоивановское с. Новомиргородка с. Новомихайловское с. Новосёловка с. Новософиевка с. Новотроицкое с. Новоукраинка с. Новофёдоровка с. Овчарное с. Орловское с. Павловское с. Перун с. Першозвановка с. Петровское с. Петро-Михайловка | с. Петро-Свистуново с. Поды с. Привольное с. Придолиновка с. Раздолье с. Райское с. Резедовка с. Семененково с. Сергеевка с. Скелеватое с. Смородино с. Соколовка с. Солёное с. Спасовка с. Тарасовка с. Терновка с. Терсянка с. Троянды с. Трудолюбовка с. Украинка с. Укромное с. Ульяновка с. Шевченко с. Шевченково с. Широкое с. Яковлево с. Ясиноватое |

#### Ликвидированные населённые пункты[9]
| с. Александровское с. Червоный Кут |

## Известные люди

### В районе родились
- Паторжинский, Иван Сергеевич (1896—1960) — оперный певец, народный артист СССР (1944).